# Ezio Brunetti
Ezio Brunetti (San Michele Extra, 12 novembre 1908 – ...) è stato un calciatore italiano, di ruolo difensore.

## Carriera
Con il Verona disputa 4 partite in massima serie nella stagione 1927-1928.